# Mitsuhiro Matsuda
Mitsuhiro Matsuda (japanisch 松田 光弘; geboren 2. April 1934 in Tokio; gestorben 17. Mai 2008 ebenda) war ein japanischer Modedesigner.

## Leben und Wirken
Mitsuhiro Matsuda besuchte die Tōhō-Oberschule (桐朋高等学校, Tōhō kōtō gakkō) in Kunitachi und studierte an der Waseda-Universität Pädagogik. Er wechselte anschließend zum Mode-Institut „Bunka fukusō gakuin“´(文化服装学院), studierte am „Setsu Mode Seminar“ (セツ・モードセミナー) und nahm dann eine Arbeit bei dem Bekleidungsunternehmen „San-Ai“ (三愛) auf.
Ende März 1967 verließ Matsuda „San-Ai“ und entwickelte die Modemarke „Nicole“ (ニコル), die er dem Sukiyabashi-Kaufhaus der Unternehmensgruppe „Hankyū Hanshin Holdings“ (阪急阪神ホールディングス) anbot. 1971 gründete er das  Bekleidungsunternehmen „Nicole“ und wurde dessen Direktor.
Für ältere Frauen bot Matsuda unter der Marke „Madame Nicole“ schlichte, elegante Kleidung an. Die Marke „Matsuda“ für Männer zeigte eine Tendenz zum Design in gedeckten Farben, bei Anzügen mit betonter Taille. Seit 1982 bot er seine Bekleidung unter der Marke Matsuda auch in New York und im übrigen Ausland an.
Matsuda starb 2008 in Tokio an einem hepatozellulären Karzinom.

## Anzüge um 1986

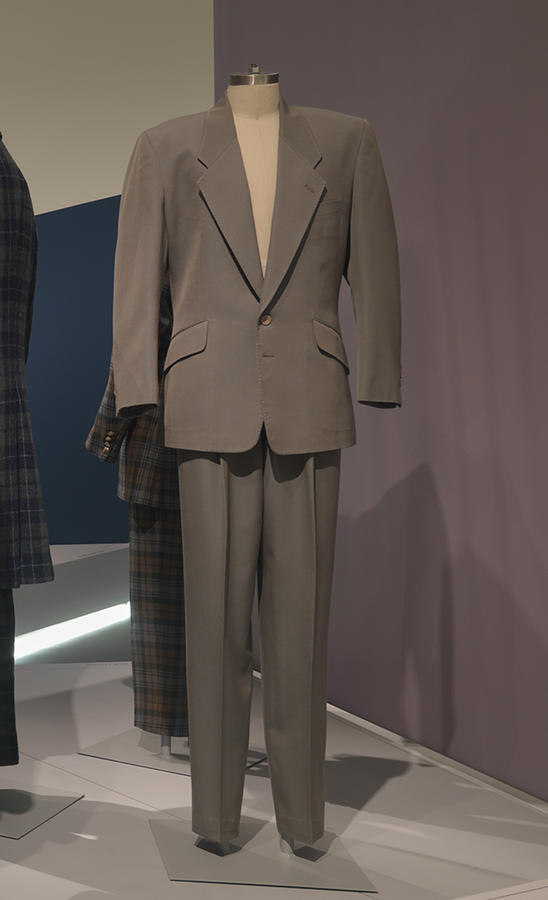
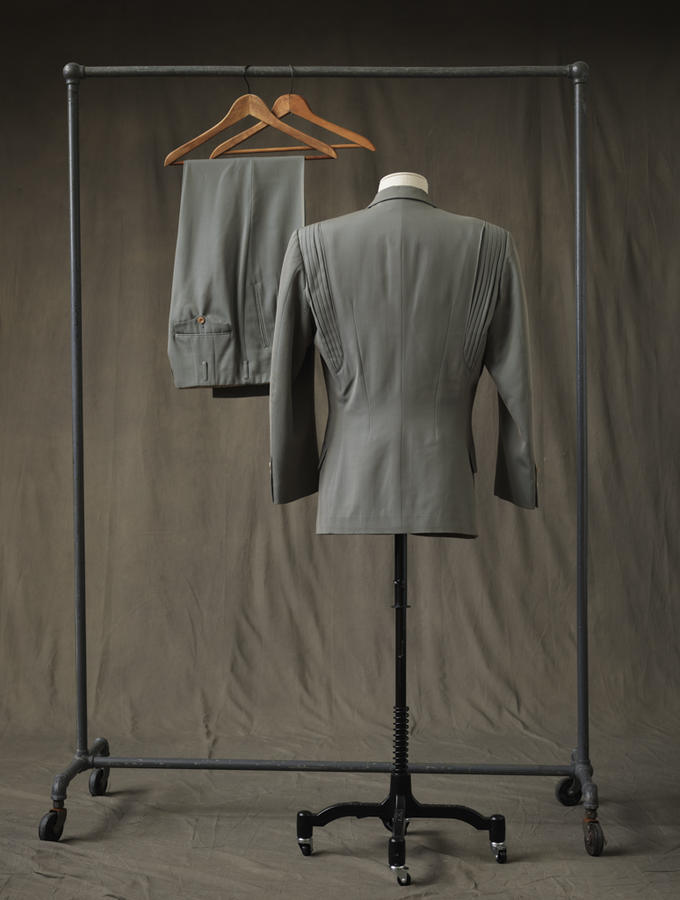
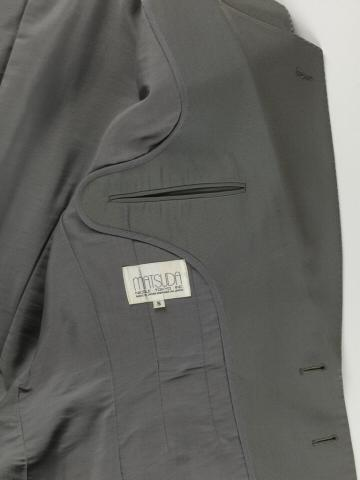
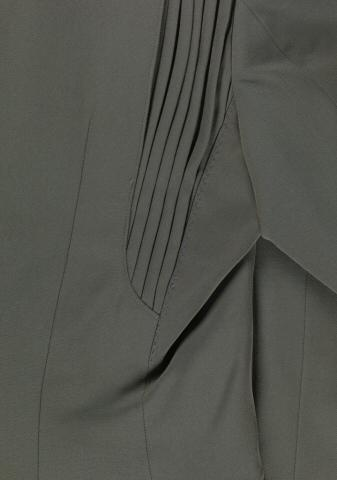
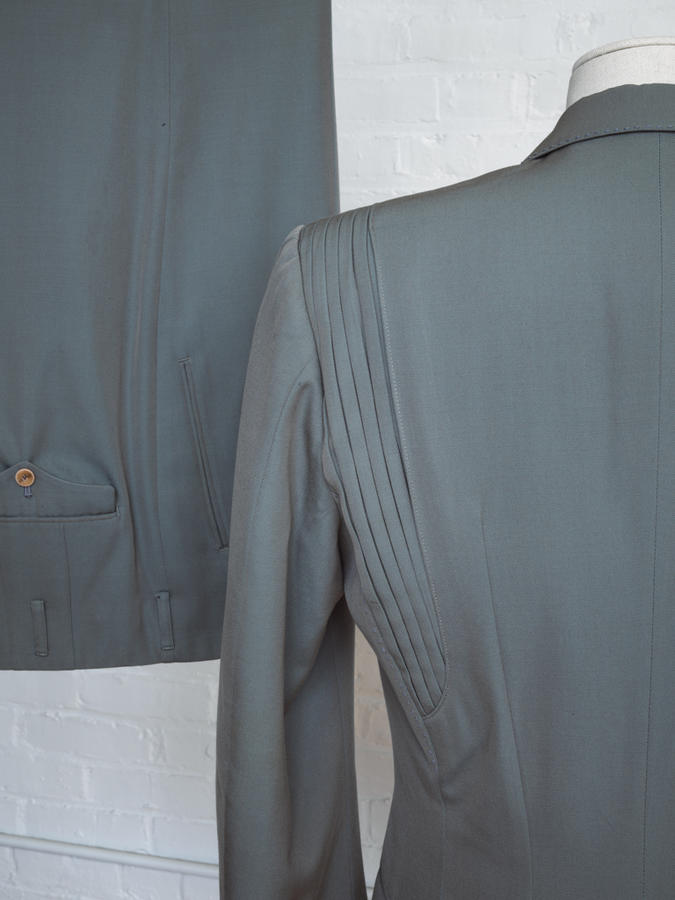